# Dracula
 Dracula es un género con 118 especies que incluyen algunas de las más extrañas y a la vez mejor conocidas orquídeas de la subtribu Pleurothallidinae de la  familia Orchidaceae. Estas orquídeas estuvieron incluidas en el género Masdevallia, pero las segregaron en 1978 en este nuevo género.

## Etimología
Su extraño nombre "Dracula" deriva del latín : pequeño dragón, haciendo referencia al extraño aspecto que presenta con dos largas espuelas que salen de los sépalos.

## Hábitat
Estas especies epífitas y terrestres se distribuyen en
Centroamérica y en el noroeste de los Andes, casi la mitad de ellas en Colombia y Ecuador solamente. Tienen preferencia de sombra y temperaturas frescas.

## Descripción
Estas orquídeas forman en ramilletes desde un corto rizoma, con un paquete denso de tallos. No tienen pseudobulbos. Con cada tallo desarrolla una hoja  grande, delgada y picuda con un costilla media claramente definida. Estas hojas glabras de un color de verde oscuro a claro sustituyen las funciones del pseudobulbo ausente teniendo funciones de almacenamiento de nutrientes. Son puntiagudas con mucro (punta breve).

Los tallos florales se desarrollan erectos. Se pueden encontrar entre las raíces de algunas especies epífitas, colgando debajo de la planta. Las flores terminales con largas espuelas tienen básicamente una forma triangular. Las flores se abren individualmente o sucesivamente. Pero si hay más de un capullo floral en el racimo, abren entonces con largos intervalos. Estas flores tienen un aspecto extraño debido a los largos apéndices en cada sépalo.  
Los pétalos son pequeños y gruesos.
 
El labio es pequeño y no visible. La parte basal y carnosa del labio (hipochilo) es hendida. La parte terminal (epichilo) es redondeada y cóncava. Los márgenes del periantio a menudo son  dendiculares. Hay una bien desarrollada columna con dos polinias.

## División de las especiesDracula
Las especies de Dracula se han intentado dividir en tres subgéneros, secciones y subsecciones. Las diferentes series en la subsección Dracula son simplemente una tentativa de clasificar a estas orquídeas.
- Subgénero Dracula: Este subgénero contiene a todas las especies del género excepto dos especies excepcionales  (D. sodiroi and D. xenos)
  - Sección Andreettaea: Monotípico: Dracula andreettae
  - Sección Chestertonia: dos especies: Dracula chestertonii, D. cutis-bufonis
  - Sección Cochliopsida: Monotípica: Dracula cochliops
  - Sección Dodsonia: Cuatro especies: Dracula dodsonii, D. insolita, D. iricolor, D. portillae
  - Sección Dracula: la sección mayor. 
    - Subsección: e.g. Dracula bella, D. vespertilio
    - Subsección Dracula: 
      - Series Dracula: e.g. Dracula chimaera, D. tubeana, D. vampira
      - Series Grandiflorae-Parvilabiatae: e.g. Dracula gigas, D. platycrater
      - Series Parviflorae: e.g. Dracula houtteana, D. lotax
- Subgénero Sodiroa: Monotípico: Dracula sodiroi
- Subgénero Xenosia: Monotípico: Dracula xenos

## EspeciesDracula
- Dracula alcithoe  (SW. Colombia a NE. Ecuador).
- Dracula amaliae  (W. Colombia).
- Dracula andreettae  (W. Colombia a NE. Ecuador).
- Dracula anthracina  (NW. Colombia).
- Dracula antonii  (Colombia).
- Dracula aphrodes  (W. Colombia.
- Dracula astuta  (Costa Rica).
- Dracula barrowii  (Perú).
- Dracula bella  (WC. Colombia).
- Dracula bellerophon  (W. Colombia).
- Dracula benedictii  (WC. Colombia.
- Dracula berthae  (Colombia).
- Dracula brangeri  (C. Colombia).
- Dracula carcinopsis  (W. Colombia).
- Dracula carlueri  (Costa Rica.
- Dracula chestertonii  : Piel de rana (W. Colombia).
- Dracula chimaera  (W. Colombia).
- Dracula chiroptera  (SW. Colombia to NE. Ecuador).
- Dracula christineana  (Ecuador).
- Dracula circe  (Colombia).
- Dracula citrina  (Colombia).
- Dracula cochliops  (SW. Colombia).
- Dracula cordobae  (SW. Ecuador).
- Dracula cutis-bufonis  : Orquídea piel de sapo (NW. Colombia).
- Dracula dalessandroi  (SE. Ecuador).
- Dracula dalstroemii  (NW. Ecuador).
- Dracula decussata  (Colombia).
- Dracula deltoidea  (SE. Ecuador).
- Dracula deniseana  (Perú).
- Dracula diabola  (Colombia).
- Dracula choli  (W. Colombia).
- Dracula dodsonii  (Colombia a NC. Ecuador)
- Dracula erythrochaete  (Costa Rica a W. Panama).
- Dracula exasperata  ( SW. Colombia.
- Dracula fafnir  (SE. Ecuador).
- Dracula felix  (SW. Colombia a NW. Ecuador).
- Dracula fuligifera  (C. Ecuador).
- Dracula gastrophora  (Ecuador).
- Dracula gigas  (W. Colombia a NW. Ecuador).
- Dracula gorgona  (W. Colombia)
- Dracula gorgonella  (Colombia)
- Dracula hawleyi  (NW. Ecuador).
- Dracula hirsuta  (SE. Ecuador).
- Dracula hirtzii  (SW. Colombia a NW. Ecuador).
- Dracula houtteana  (Colombia).
- Dracula inaequalis  (W. Colombia).
- Dracula incognita  (Colombia).
- Dracula inexperata  (Costa Rica).
- Dracula insolita  (W. Colombia).
- Dracula janetiae  (C. Perú)
- Dracula kareniae  (Ecuador).
- Dracula lafleurii  (NW. Ecuador).
- Dracula lehmanniana  (SW. Colombia).
- Dracula lemurella  (Colombia).
- Dracula leonum  (Perú).
- Dracula levii  (SW. Colombia a NW. Ecuador).
- Dracula ligiae  (Colombia).
- Dracula lindstroemii  (NW. Ecuador).
- Dracula lotax  (Ecuador).
- Dracula mantissa  (SW. Colombia a NW. Ecuador).
- Dracula marsupialis  (NW. Ecuador).
- Dracula minax  (Colombia).
- Dracula mopsus  (Ecuador.
- Dracula morleyi  (NW. Ecuador).
- Dracula navarrorum  (Ecuador).
- Dracula nigritella  (Ecuador).
- Dracula nosferatu  (Colombia).
- Dracula nycterina  (Colombia).
- Dracula octavioi  (SW. Colombia.
- Dracula olmosii  (Panama).
- Dracula ophioceps  (SW. Colombia).
- Dracula orientalis  (NE. Colombia).
- Dracula ortiziana  (W. Colombia).
- Dracula papillosa  (NW. Ecuador).
- Dracula pholeodytes  (NE. Colombia).
- Dracula pileus  (W. Colombia).
- Dracula platycrater  (Colombia.
- Dracula polyphemus  (NW. Ecuador).
- Dracula portillae  (SE. Ecuador).
- Dracula posadarum  (Colombia).
- Dracula presbys  (Colombia).
- Dracula psittacina  (Colombia).
- Dracula psyche  (NW. Ecuador).
- Dracula pubescens  (Ecuador).
- Dracula pusilla  (SE. México a Centroamérica)
- Dracula radiella  (NW. Ecuador).
- Dracula radiosa  (E. Colombia a NW. Ecuador).
- Dracula rezekiana  (Ecuador).
- Dracula ripleyana  (Costa Rica).
- Dracula robledorum  (Colombia)
- Dracula roezlii  (W. Colombia).
- Dracula schudelii  (Ecuador).
- Dracula sergioi  (Colombia).
- Dracula severa  (NW. Colombia).
- Dracula sibundoyensis  (SW. Colombia a NW. Ecuador).
- Dracula sijmii  (Ecuador).
- Dracula simia  (SE. Ecuador).
- Dracula sodiroi  (Ecuador). 
  -  Dracula sodiroi  subsp. erythrocodon (Ecuador). Hemicr.
  -  Dracula sodiroi  subsp. sodiroi (Ecuador). Hemicr.
- Dracula syndactyla  (SW. Colombia).
- Dracula terborchii  (Ecuador).
- Dracula trichroma  (W. Colombia a NW. Ecuador).
- Dracula trinympharum  (NW. Ecuador).
- Dracula tsubotae  (Colombia).
- Dracula tubeana  (Ecuador).
- Dracula ubangina  (Ecuador).
- Dracula vampira  (Ecuador).
- Dracula velutina  (NW. Colombia).
- Dracula venefica  (W. Colombia.
- Dracula venosa  (W. Colombia a NW. Ecuador).
- Dracula verticulosa  (W. Colombia).
- Dracula vespertilio  (Nicaragua a NW. Ecuador).
- Dracula villegasii  (Colombia).
- Dracula vinacea  (NE. Colombia).
- Dracula vlad-tepes  (NE. Colombia).
- Dracula wallisii  (W. Colombia).
- Dracula woolwardiae  (Ecuador).
- Dracula xenos  (Colombia).

## Híbridos
- Dracula × anicula (D. cutis-bufonis × D. wallisii) (Colombia).
- Dracula × radiosyndactyla (D. radiosa × D. syndactyla) (SW. Colombia).